# Marcel Lefrancq

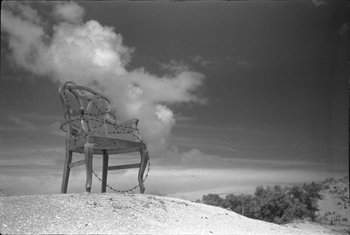
Éloge du carnage, 1946

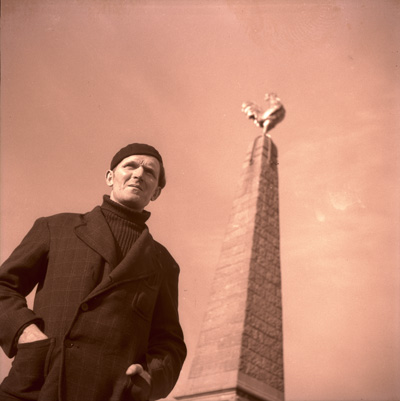
Constant Malva, Jemappes, 1938

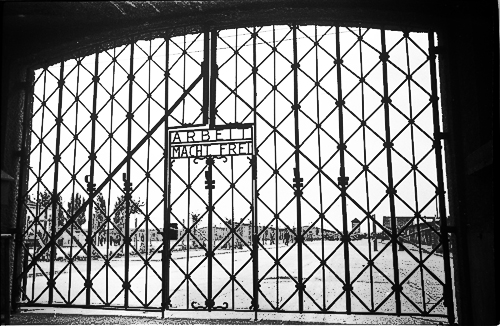
Tábor Dachau

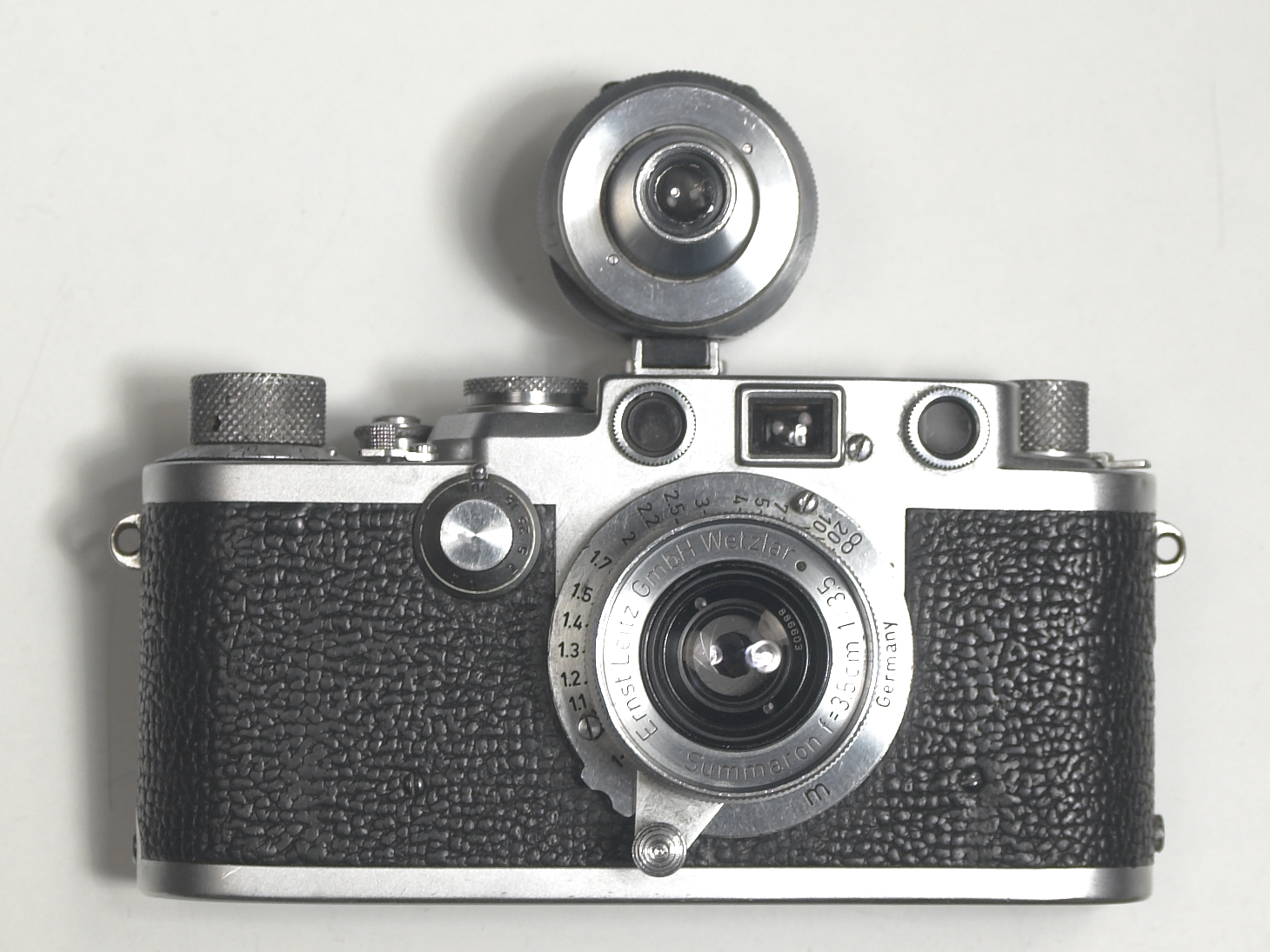
Leica IIIf, 1952

Marcel G. Lefrancq (9. října 1916 Mons – 14. listopadu 1974 Chièvres) byl belgický fotograf a autor surrealistických koláží .

## Život a dílo
Lefrancqův otec pocházel z města Ath. V roce 1922 byl Marcel poslán k tetě do Boitsfortu (Bruselu), kde začalo jeho základní vzdělávání na středních školách v nizozemštině. V roce 1928 se vrátil zpět ke svým rodičům, kde pokračoval v klasickém studiu na Athénée royal de Mons, latinské a řecké části. Pravděpodobně v roce 1932 stál počátek jeho éry fotografa. Je velmi pravděpodobné, že se naučil základy techniky od fotografa M. Rousseaua, od kterého získával filmy a další náležitosti. Jeho otec silně tlačil, aby dostudoval obchodní Vysokou školu Warocqué v Mons, ale jako průměrný student dával přednost studiu Akademie výtvarných umění v Mons, tentokrát pod vedením malíře Louis Buissereta. O rok později navštívil několikrát Světovou výstavu v Bruselu, kde pořídil velmi pěkné fotografie, zejména v italském pavilonu. V roce 1939 1. července byl zakládajícím členem surrealistické skupiny v provincii Hainaut, o něco později byl zatčen a vězněn několik dní belgickými orgány, podobně jako mnoho jiných členů organizací a levicových stran. Pracoval též jako fotograf v Královském institutu pro kulturní dědictví (IRPA) a podílel se na fotografickém inventáři uměleckých děl v případě, že by byla zničena válkou.

## Práce
Jeho koláže jsou inspirovány surrealistickým stylem, snové, často s nádechem erotiky a někdy na téma antiklerikalismu. Pracoval převážně s prvky vystřiženými z časopisů, někdy s předměty, jejichž vzájemné srovnávání vytváří paradoxy (jako například skleněné oko, hřebíčky do hodinek). Datace koláží spadá většinou do období 1938 až 1947.
Fotografické práce jsou složitější, rozmanitější a pocházejí z nejrůznějších inspiračních zdrojů.
Komponoval absurdní obrázky, podobné kolážím z aranžovaných objektů, které pak fotografoval (v letech 1937 - 1948), ale zaměřoval se i na nečekaný výběr předmětu nebo neobvyklý úhel záběru. Používal přímou manipulaci s filmem, na který škrábal nebo jinak mechanicky ovlivňoval, vytvářel obrazy bez použití fotoaparátu. Tyto techniky však rychle opouštěl, jakmile prozkoumal jejich možnosti, bez zájmu je neopakoval. Ostatní snímky se skládají z krajin, zejména městské, někdy pořízené v noci, s poetickým nádechem a též studií aktů.

## Technika
Během let 1932 až 1936 používal jako přístroje blíže neidentifikované boxy různých formátů (4,5x6, 6x8, 6x9, 9x12), v období 1936 až 1940 fotografoval s Rolleiflexem 6x6, a od roku 1939 do roku jeho smrti v roce 1974 používal fotoaparát Leica se třemi objektivy s různými ohniskovými vzdálenostmi: 35 mm, 50 mm a 135 mm. Přístroj Leica IIIa zakoupil v roce 1939 a IIIF v roce 1952.
Zřídka a pro specifick zadání, ale i v 60. letech používal staré dřevěné deskové kamera 13x18, bez závěrky, pravděpodobně pocházející z roku 1900, se kterými pořídil mnoho záběrů pro společnost IRPA v letech 1939–1940.
Veškeré fotografické práce Marcela G. Lefrancq jsou černobílé, obsahují pouze prvky barevných koláží.

## Výstavy
- 1945 Surréalisme, Galerie des éditions La Boétie, Brusel
- 1947 Haute Nuit, Mons, La Louvière et Liège
- 1948 Southgate international exhibition of pictorial photography, Southgate, Grande-Bretagne
- 1950 Les développements de l'œil, organisée par Cobra, Brusel
- 1955 L'apport wallon au surréalisme, musée des Beaux-Arts de Liège
- 1971 The belgian contribution to surrealism, Royal scottish academy, Edinburg, Grande-Bretagne
- 1980 Surréalisme en Hainaut, 1932–1945, Musées royaux des Beaux-Arts de Belgique, Brusel
- 1982 La planète affolée, Centre de la Vieille Charité, Marseille
- 1982 René Magritte et le surréalisme en Belgique, Hambourg, Rome, Brusel
- 1982 Marcel G. Lefrancq, palais des Beaux-Arts, Charleroi
- 1983 The surrealist spirit in belgian photography, Prakapas gallery, New-York
- 1990 Anwesenheit bei Abwesenheit. Fotogramme und die Kunst des 20 Jahrhunderts, Zürich
- 1995 Los cuerpos perdidos, Fundacio La Caixa, Madrid
- 1997 Magritte et compagnie, Varsovie
- 1997 Face à l'histoire, Centre Pompidou, Paříž
- 1997-1998 Im Reich der Phantome, Fotografie des Unsichtbaren, Mönchengladbach (Allemagne), Krems (Autriche), Winterthur (Suisse)
- 2003 Marcel G. Lefrancq. Aux mains de la lumière, Musée de la photographie, Charleroi
- 2003 Magritte y sus contemporeanos, Valladolid
- 2004 Le surréalisme en Belgique, Musée national de Roumanie, Bucarest
- 2005 Un vingtième siècle d'art en Wallonie, Rīga
- 2006 Fernand Dumont. Aux cailloux des chemins,Mons, Salle Saint-Georges
- 2007 Le Surréalisme en Belgique (1924–2000), Mons, Musée des Beaux-Arts
- 2008 L'alibi documentaire, Paříž, Centre Wallonie Brusel, listopad – únor 2009
- 2009 La perversion des images, Paříž, Centre Pompidou, září – leden 2010
- 2010 La perversion des images, Winterthur, Fotomuseum, únor – březen
- 2010 La perversion des images, Madrid, Fundacion Mapfre, červen – srpen
- 2010 Borders/No Borders, Photographie belge historique et contemporaine, Berlin, Kommunale Galerie, 24. října – 21. listopadu 2010

## Sbírky
Jeho fotografie jsou součástí mnoha sbírek, například Musées royaux des Beaux-Arts de Belgique, muzeum fotografie musée de la photographie à Charleroi, muzeum fotografie Foto Museum d'Anvers, Israel Museum Jerusalem, Cleveland Museum of Art a také J. Paul Getty Museum Los Angeles. Jeho díla vystavuje na mnoha výstavách pořádaných v zahraničí Valonsko-Bruselská společnost Communauté Wallonie-Bruxelles (Communauté française de Belgique).